# Choreutis melanifera
Choreutis melanifera is een vlinder uit de familie van de glittermotten (Choreutidae). De wetenschappelijke naam van de soort is voor het eerst geldig gepubliceerd in 1937 door Keifer.